# 東松山市立松山第一小学校
東松山市立松山第一小学校（ひがしまつやましりつ まつやまだいいちしょうがっこう）は、埼玉県東松山市松葉町にある公立小学校。

## 概要
明治6年に松山町城恩寺を校舎として開校した松山小学校を源流とする市内有数の歴史を誇る小学校である。

## 沿革
- 1873年（明治6年）8月6日 - 松山町城恩寺を校舎として松山小学校開校
- 1908年（明治41年）4月 - 松山第一尋常高等小学校へ改称
- 1941年（昭和16年）4月 - 国民学校令により、松山第一国民学校へ改称
- 1947年（昭和22年）4月 - 学制改革により、松山町立松山第一小学校へ改称
- 1954年（昭和29年）7月 - 東松山市立松山第一小学校に改称
- 1965年（昭和40年）7月 - プール竣工
- 1968年（昭和43年）4月 - 東松山市立新明小学校を分離
- 1975年（昭和50年）4月 - 東松山市立市の川小学校を分離
- 1978年（昭和53年）8月 - グラウンドに夜間照明設備竣工
- 1982年（昭和57年）4月 - 東松山市立青鳥小学校を分離
- 1989年（平成元年）8月 - 新校舎竣工
- 2000年（平成12年）10月 - わくわくルーム設置

## 教育目標
- 「なかよく、かしこく、たくましく」

## 主な進学先
- 東松山市立松山中学校

## 学校の周辺
- 東松山市役所
- 東松山市立松山中学校

## 交通アクセス
- 東武東上線 東松山駅下車 北北西に約800m